# Place Laurent-Terzieff-et-Pascale-de-Boysson
Pour les articles homonymes, voir Terzieff et Boysson.
La place Laurent-Terzieff-et-Pascale-de-Boysson est une voie située dans le quartier Notre-Dame-des-Champs du 6e arrondissement de Paris.

## Situation et accès
Cette place se présente sous la forme d'un terre-plein triangulaire « en pointe », séparant la rue Vavin de la rue Bréa, situé au débouché de cette dernière sur la rue Notre-Dame-des-Champs.

## Origine du nom
Elle porte son nom, depuis 2015, en hommage à l'acteur Laurent Terzieff (27 juin 1935 – 2 juillet 2010) ainsi qu'à sa compagne, l'actrice Pascale de Boysson (16 avril 1922 – 9 août 2002), qui se produisirent entre autres au Lucernaire situé à proximité, au 53, rue Notre-Dame-des-Champs.

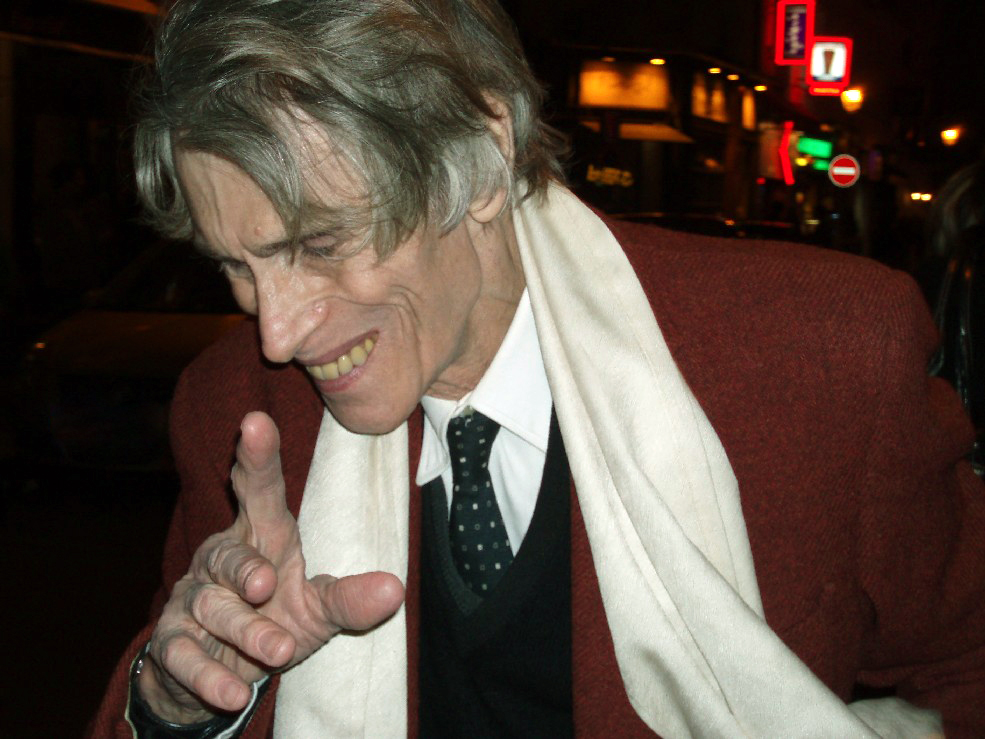
Laurent Terzieff en 2009.
Armes de la famille de Boysson.

## Historique
Ce terre-plein, agrémenté d'une fontaine Wallace (sise « 24, rue Vavin, rue Bréa » et précédemment « côté impair de la rue Bréa, face au no 24 et côté pair de la rue Bréa, face au no 3) », n'eut pas de nom particulier avant la récente création (2015) de la place.  
Sur chacun des longs côtés du triangle, respectivement trois arbres sont séparés par des bancs publics copiés d'après le mobilier urbain parisien traditionnel crée vers la fin des années 1850. Le modèle est celui du banc-double (dos-à-dos) composé de deux assises et d'un dossier en lattes de bois peintes de couleur « vert wagon » le tout fixé sur deux consoles de fonte portant le blason de Paris, scellées au sol et peintes en gris. Un kiosque à journaux complète l'aménagement. 
La place Laurent-Terzieff-et-Pascale-de-Boysson est inaugurée le 2 juillet 2015, cinq ans jour pour jour après la mort de l’acteur,.
Quatre paulownias plantés sur la place, « d’une hauteur de 13 à 16 mètres », sont abattus durant l'été 2023, la municipalité invoquant une maladie et un risque de chute.

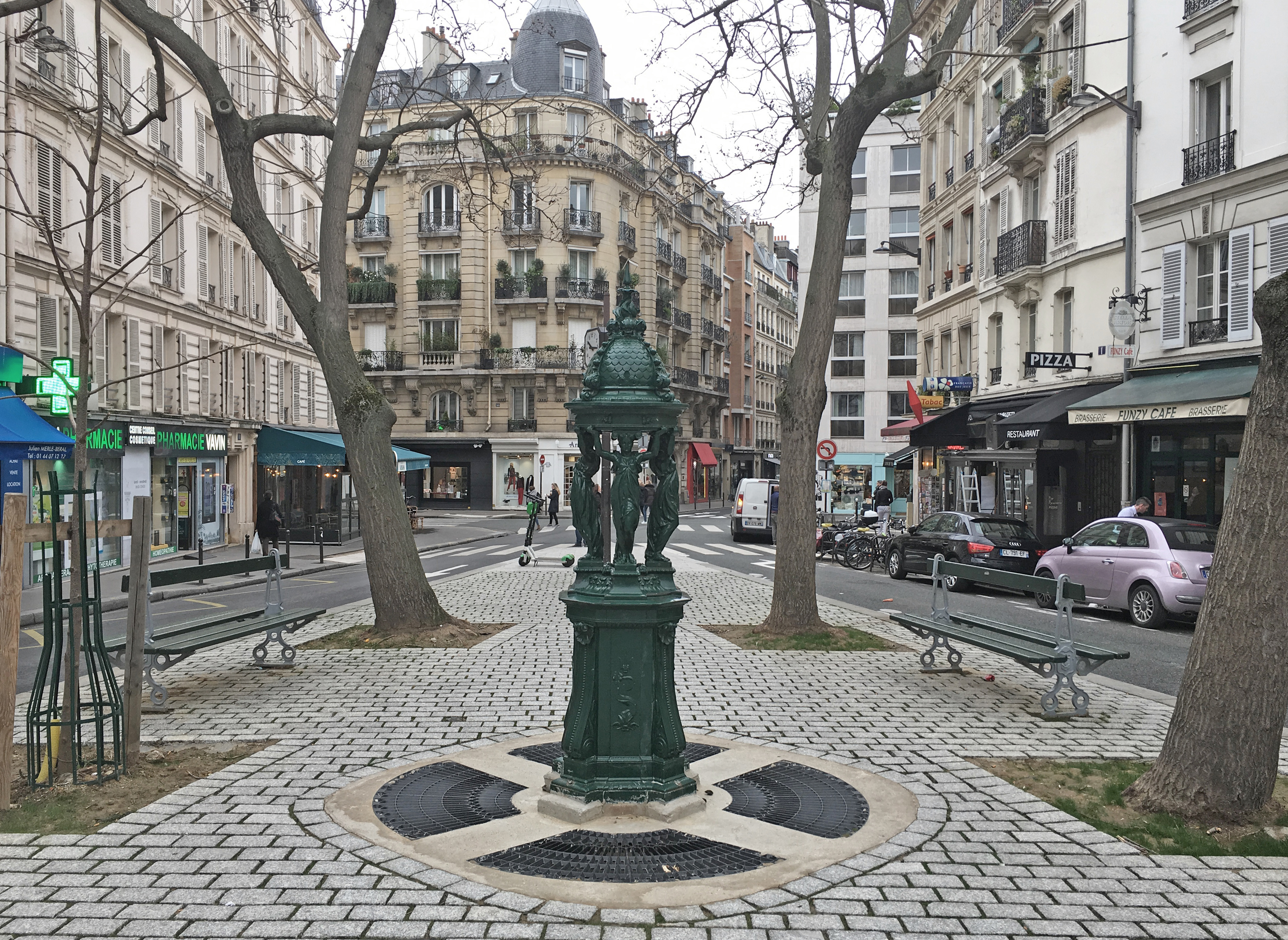
Vue de la place.
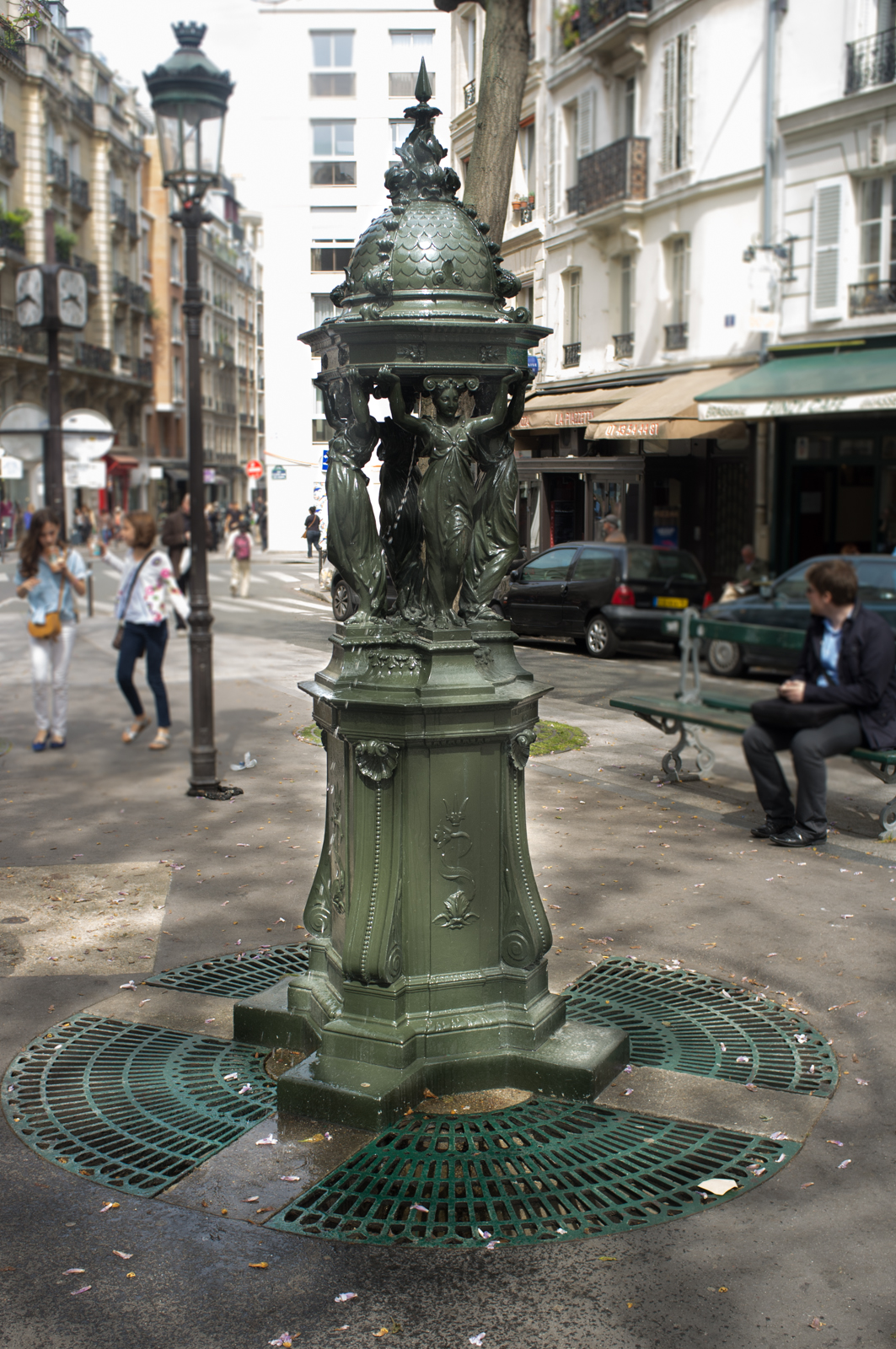
La fontaine Wallace.
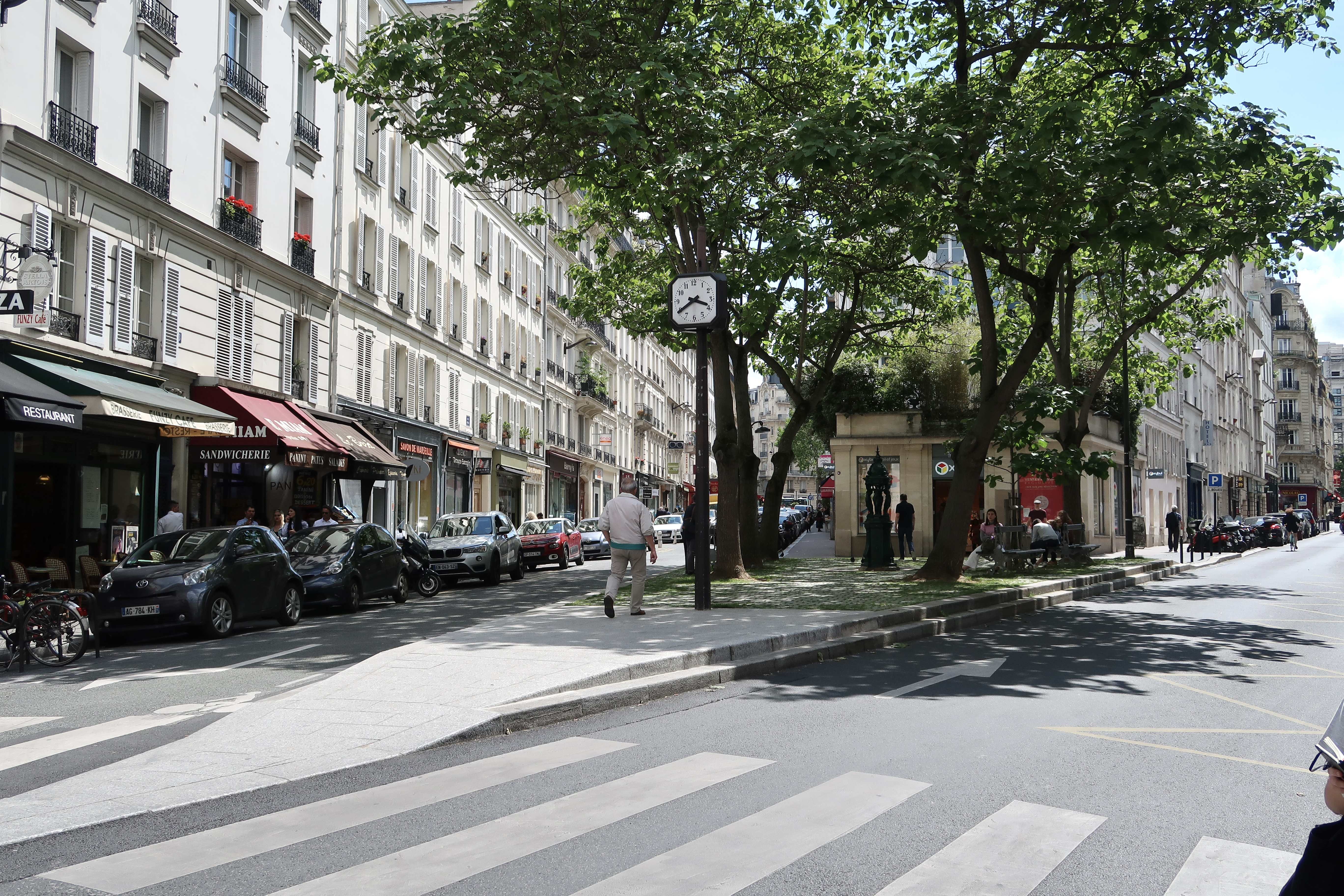
En été.
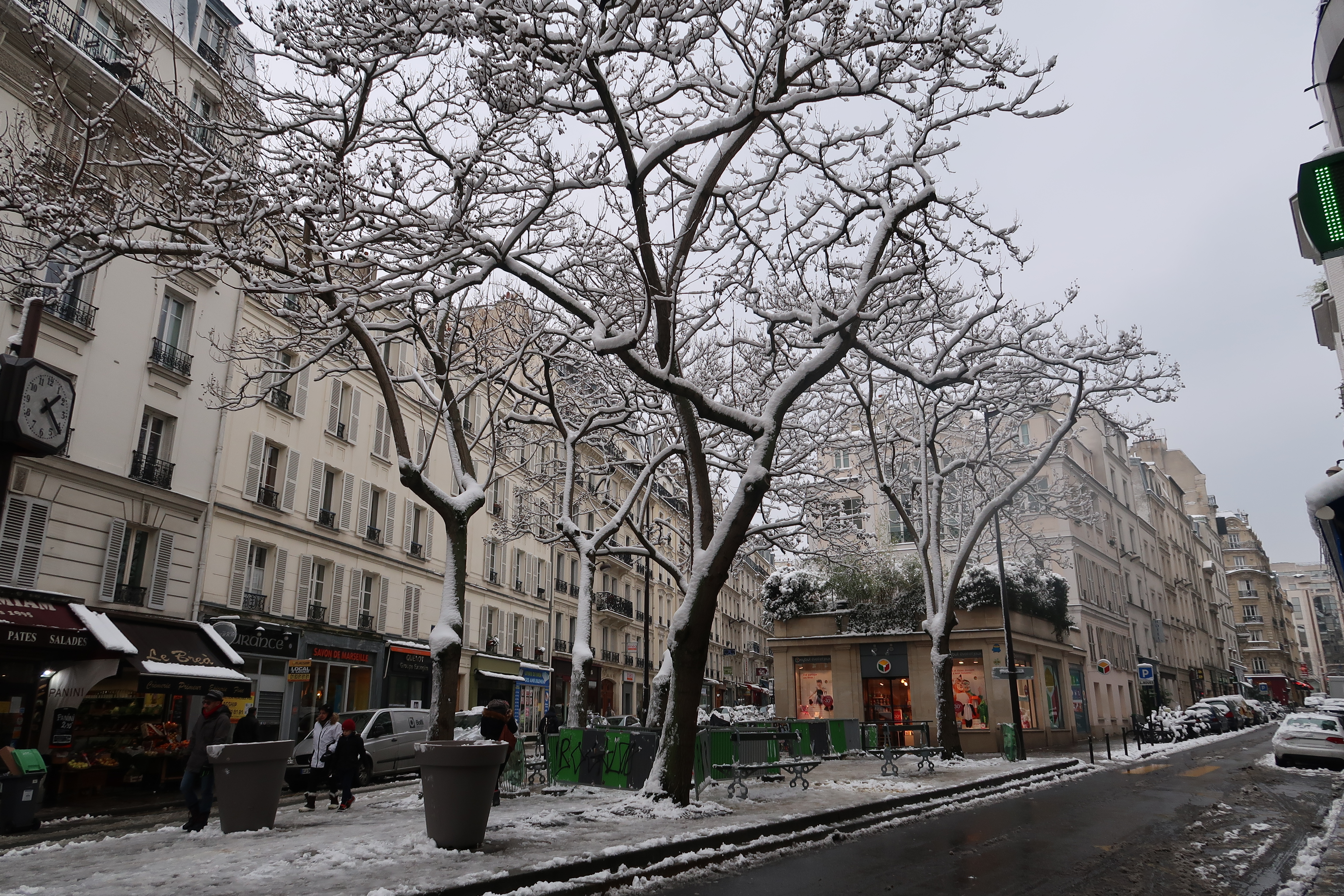
Sous la neige.

## Pour approfondir